# Chrétiens et sociétés
Chrétiens et sociétés est une revue scientifique rendant compte des travaux récents en histoire religieuse, dans une perspective non confessionnelle
Depuis 1994, Chrétiens et sociétés XVIe-XXIe siècles est le bulletin annuel des centres de recherches en histoire religieuse de Lyon, en récapitule les activités. Ce bulletin comporte aussi des articles et la liste des mémoires de maîtrise, mémoires de DEA et thèses soutenus chaque année en histoire religieuse moderne et contemporaine.
 Chrétiens et sociétés est une revue disponible en accès libre sur le portail OpenEdition Journals.